# Kaiserliche Universität Dorpat

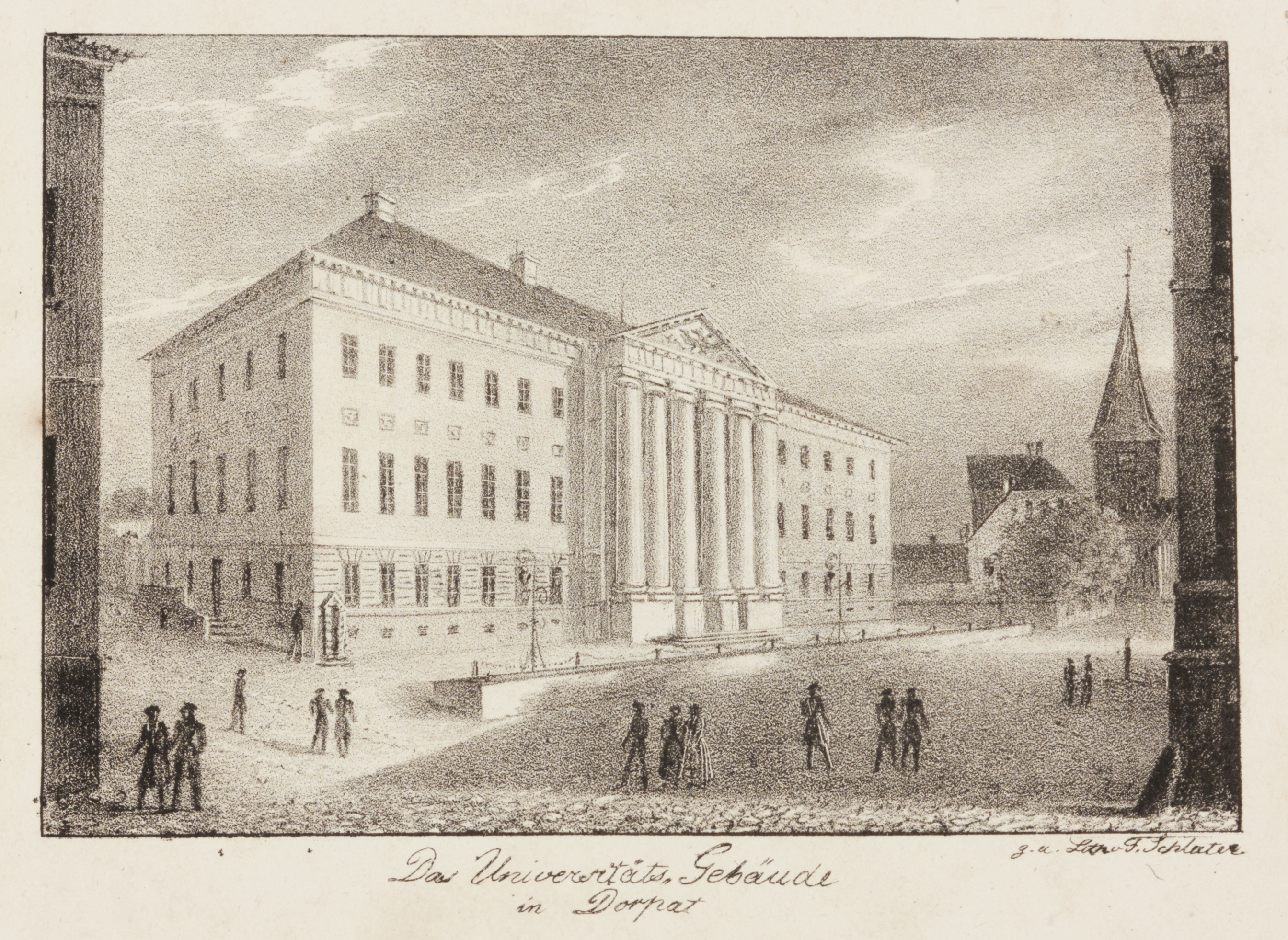
Hauptgebäude der Universität, 1830er von Georg Friedrich Schlater

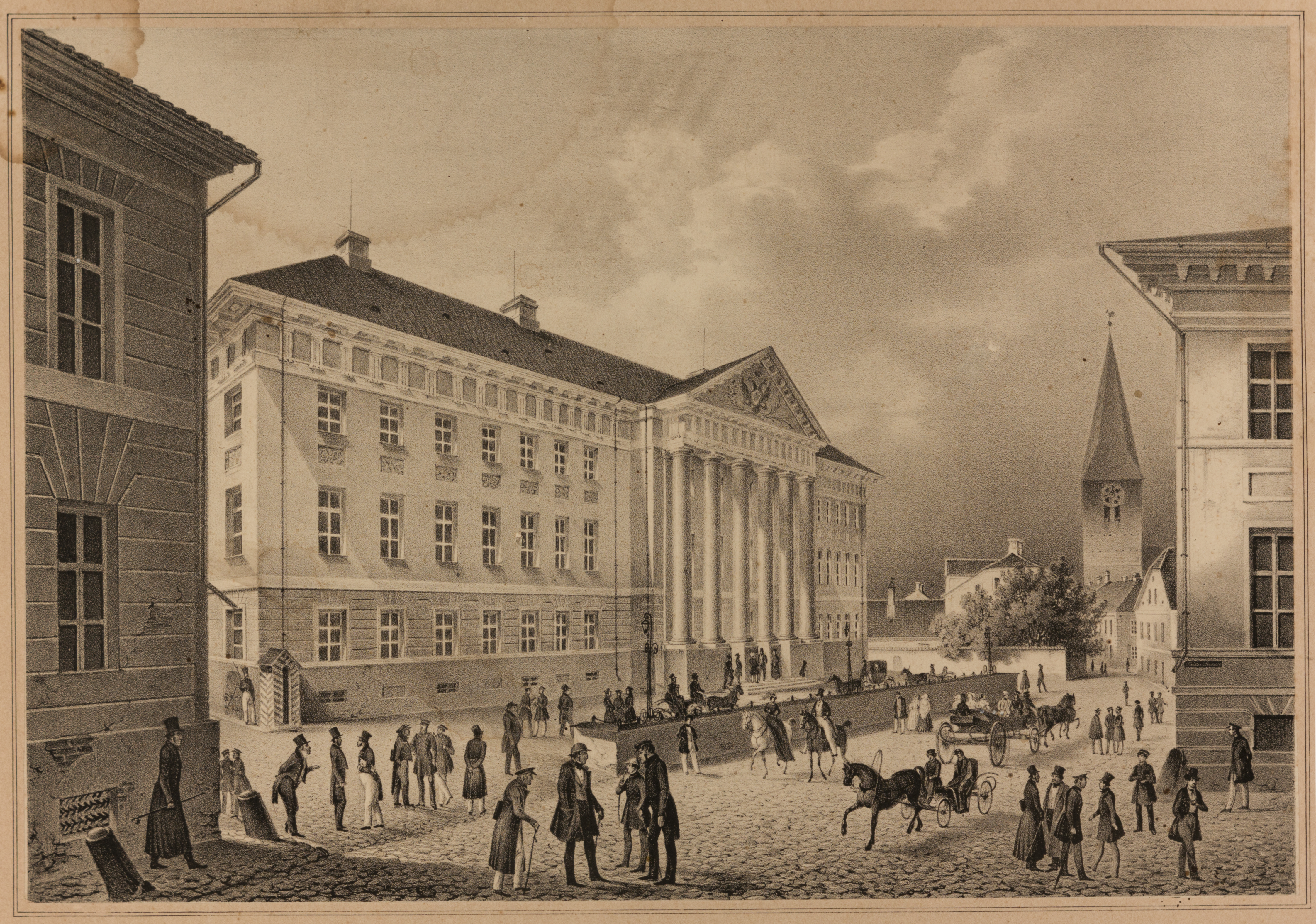
Hauptgebäude der Universität, 1845 von Georg Friedrich Schlater

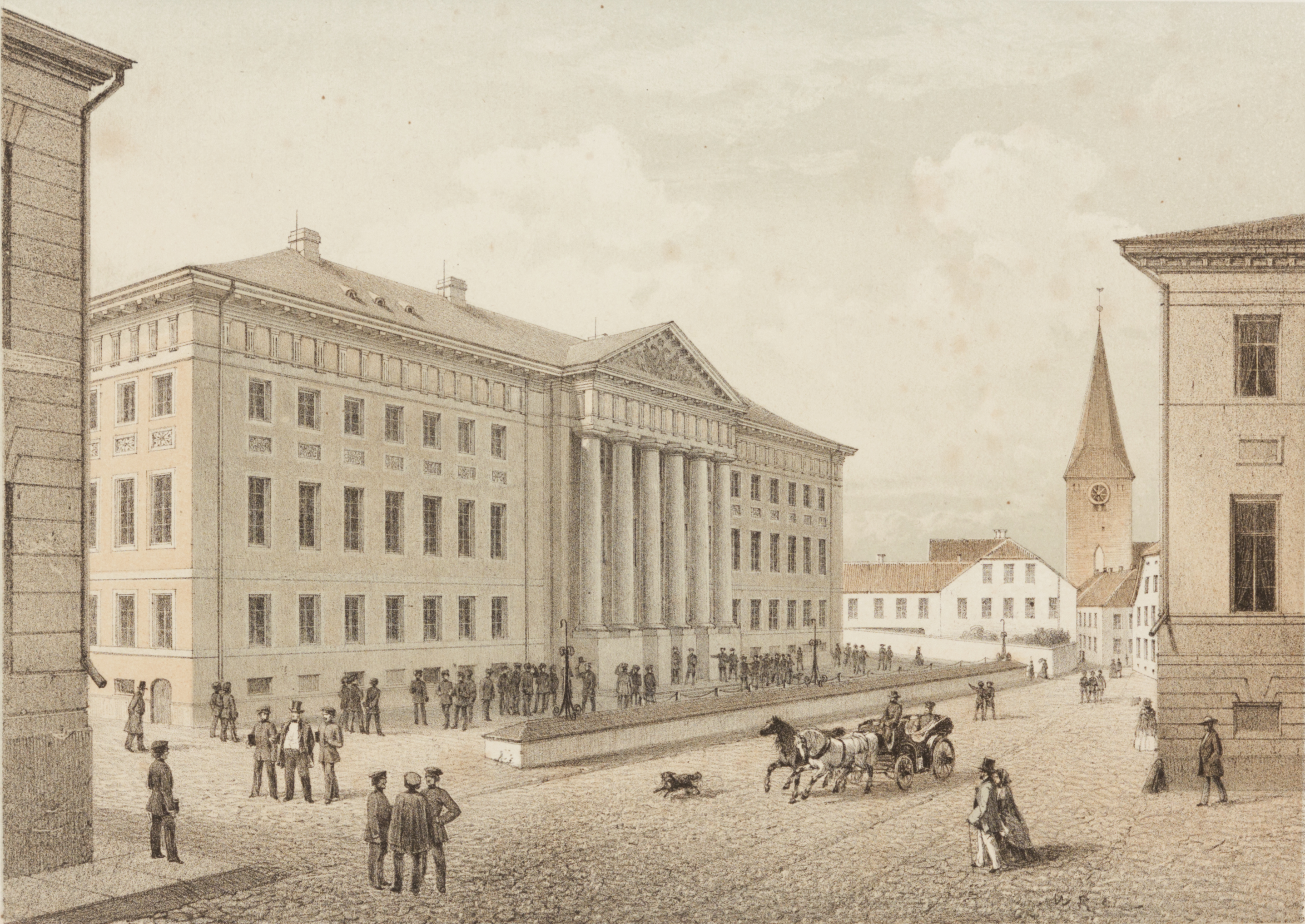
Hauptgebäude der Universität, veröffentlicht im Jahr 1860 im Album von Dorpat und Umgebungen, erstellt von Louis Höflinger und Eduard Ivanson

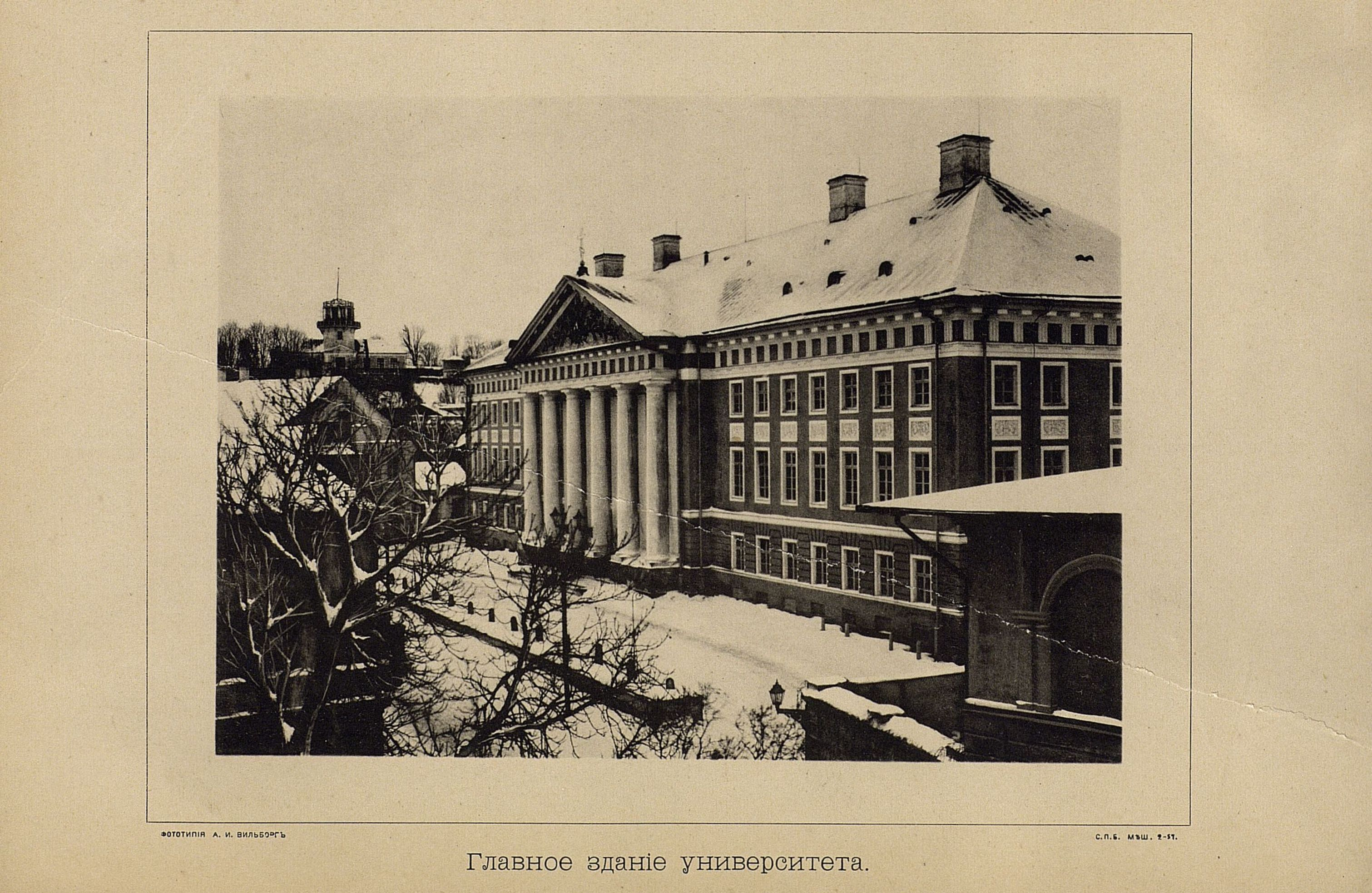
Hauptgebäude

Die Kaiserliche Universität Dorpat (russ. Императорский Дерптский университет), ab 1893 Kaiserliche Universität Jurjew (russ. Императорский Юрьевский университет), wurde 1802 in Dorpat (heute Tartu) im Ostseegouvernement Livland des Kaiserreichs Russland als zweite kaiserliche Universität errichtet. Verwaltungs- und Unterrichtssprache waren von der Gründung bis ca. 1893 überwiegend Deutsch. Sie war die größte deutschsprachige Universität außerhalb des zusammenhängenden deutschen Sprachgebiets.
1918 wurde sie nach Woronesch ausgegründet und ging in der heutigen Staatlichen Universität Woronesch auf. Reichsdeutsche Besatzungsbehörden führten die alte Universität ab 1918 als Landesuniversität Dorpat kurzzeitig fort. Die Stadt Dorpat/Tartu wurde Teil des Staates Estland, der in der Stadt die Universität der estnischen Republik Tartu (Eesti Vabariigi Tartu Ülikool) einrichtete.

## Geschichte

### Gründung
Kaiser Paul I. erließ an 4.(15.) Mai 1799 an den verwaltenden Senat einen Allerhöchsten Befehl, welcher die Gründung einer Universität in Dorpat vorschrieb. Die Notwendigkeit, sich bei der Wahl der anzustellenden Professoren auf Gelehrte innerhalb Russlands zu beschränken, veranlasste den Allerhöchsten Befehl vom 25. Dezember 1800, welcher die zu errichtende Universität nach Mitau versetzte, wo das akademische Gymnasium, die Academia Petrina, für mehrere Lehrstühle tüchtige Männer, und eine nicht unbedeutende Büchersammlung bot.
Nach dem Tode Pauls erging durch seinen Sohn Alexander I. am 12.(24.) April 1801 ein Allerhöchster Befehl, der die Universität zu ihrem ursprünglichen Bestimmungsort, nach Dorpat, verlegte, da keine Nebenrücksichten mehr aufgewogen werden mussten, so bald die Berufung von Gelehrten, und die Einfuhr von Büchern aus dem Auslande erlaubt war. Am 22. Mai (3. April) 1801 nahm Alexander I. die vorläufigen Einrichtungen persönlich in Augenschein.
Die Immatrikulation der Studierenden wurde am 22. April 1802 feierlich eröffnet.
Die Gründungsurkunde wurde von Alexander I. eigenhändig unterschrieben, befohlen sie mit dem Reichssiegel zu bekräftigen und dieses Original dem Universitäts-Conseil zur Aufbewahrung zu übergeben, datiert auf den 12. Dezember 1802.
Die Grundsteinlegung für das Hauptgebäude erfolgte am 15.(27.) September 1805.

### Ulmann-Affäre 1841/42
Der Rektor Karl Christian Ulmann hatte sich Anweisungen des Bildungsministers Sergei Semjonowitsch Uwarow zur Russifizierung entgegengestellt. Ende 1841 trat er aus Krankheitsgründen zurück. Als ihm Anfang November 1842 eine Abordnung der Studentenschaft einen Pokal überreichte, wobei deutsche Lieder gesungen wurden und Ulmann eine Ansprache auf Deutsch hielt, wurde darüber in einer Weise berichtet, die ihn als Unterstützer revolutionärer Umtriebe erscheinen ließ. Als Reaktion darauf wurde Ulmann entlassen und aus Dorpat verbannt. Alfred Volkmann, sein Nachfolger als Rektor, musste zurücktreten und wurde dazu gedrängt, das Russische Reich zu verlassen. Er ging nach Halle. Der Jurist Friedrich Georg von Bunge sollte nach Kasan strafversetzt werden; ihm gelang es, sich stattdessen pensionieren zu lassen. Karl Otto von Madai und Ludwig Preller wurden entlassen und gingen an Universitäten in Deutschland. 1850 traf ein ähnliches Schicksal den Juristen Eduard Osenbrüggen. Erst nach dem Tod von Kaiser Nikolaus I. 1855 trat eine Lockerung der staatlichen Überwachung ein.

### Ende
1917 wurden Teile der Universität nach Woronesch evakuiert. Zu den Professoren, die nach Woronesch gingen, gehörte u. a. Iwan Lawrentjewitsch Kondakow.

## Struktur

### Fakultäten

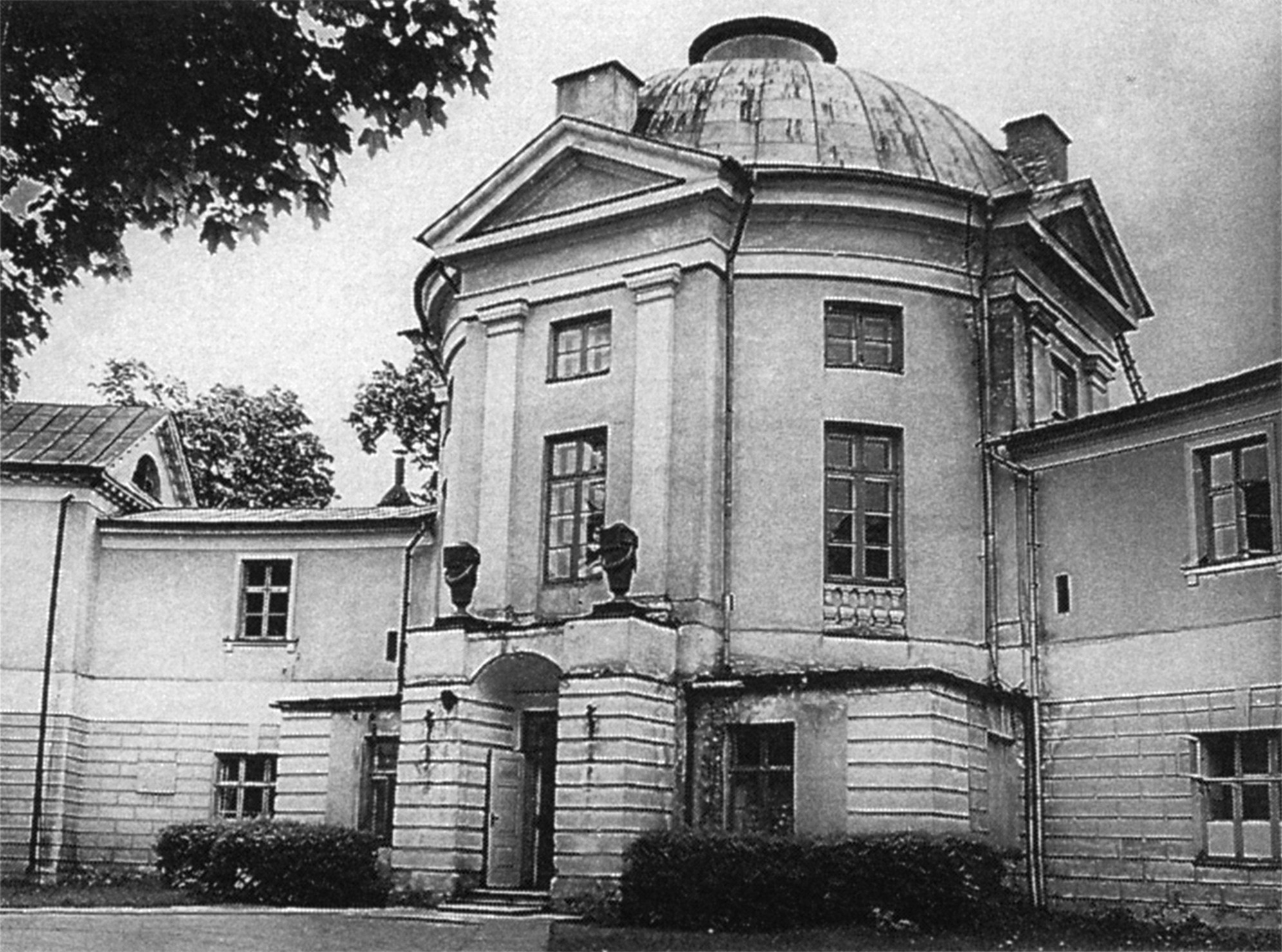
Theatrum anatomicum

Zur Gründung wurden vier Fakultäten, eine theologische, eine juristische, eine medizinische und eine philosophische eingerichtet.

### Weitere Einrichtungen

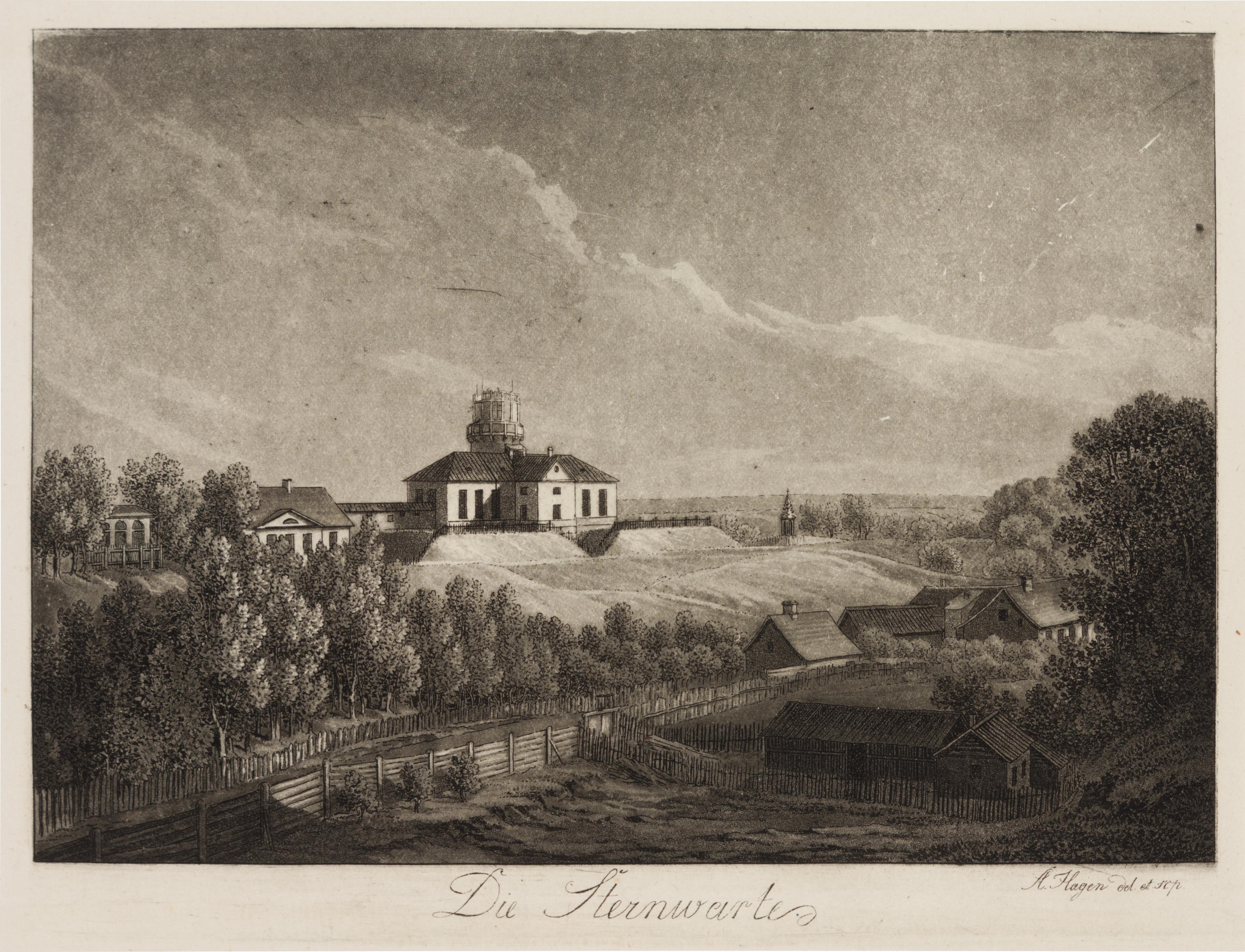
Sternwarte Dorpat ca. 1827–1833, von August Matthias Hagen

Zur Universität gehörten weitere angeschlossene Institutionen:
- Sternwarte Dorpat
- Botanischer Garten
- Pharmakologisches Institut
- Zeichenschule
- Universitätsbibliothek
- Museum der Kunst der Universität Dorpat[4]

## Personen

### Kuratoren
Kuratoren waren:
- Klaus von Baranoff (ab 1799, von der Estländischen Ritterschaft bestellt)
- Friedrich Maximilian Klinger (ab 1803)
- Karl von Lieven (1817–1828)
- Carl Magnus von der Pahlen (1828–1835)
- Gustav Craffström (1836–1854)
- Georg von Bradke (ab 1854)
- Alexander von Keyserling (1862–1869)
- Andrei Alexandrowitsch Saburow (1875–1880)

### Personal

#### Professoren und Lehrkräfte
Im Etat der Universität für das Jahr 1803 sind enthalten:
| Beschreibung                                                                              | Gehalt in Rubel |
| ----------------------------------------------------------------------------------------- | --------------- |
| von vier ordentlichen Professoren der theologischen Facultät, eines jeden zu 2000 Rubeln  | 8000            |
| von vier ordentlichen Professoren der juristischen Facultät, eines jeden zu 2000 Rubeln   | 8000            |
| von vier ordentlichen Professoren der medicinischen Facultät, eines jeden zu 2000 Rubeln  | 8000            |
| von elf ordentlichen Professoren der philosophischen Facultät, eines jeden zu 2000 Rubeln | 22000           |
| eines außerordentlichen Professors der Rechte                                             | 1500            |
| eines außerordentlichen Professors der Medicin                                            | 1500            |
| eines außerordentlichen Professors der Kriegswissenschaften                               | 1500            |
| des Prosectors                                                                            | 1000            |
| des Observators                                                                           | 500             |
| von fünf Sprachlehrern, eines jeden zu 500 Rubeln                                         | 2500            |
| des Translateurs und Russischen Sprachlehrers                                             | 500             |
| des Stallmeisters und Fechtmeisters                                                       | 900             |
| Zeichnenmeisters und Kupferstechers                                                       | 900             |
| eines Lehrers der Musik                                                                   | 400             |
| eines Lehrers der Tanzkunst                                                               | 400             |
| eines Lehrers der Schwimmkunst                                                            | 100             |

#### Weiteres Personal
Im Etat der Universität für das Jahr 1803 sind enthalten:
| Beschreibung                                                           | Gehalt in Rubel |
| ---------------------------------------------------------------------- | --------------- |
| des Rectors                                                            | 500             |
| der fünf Decane, eines jeden zu 200 Rubeln                             | 1000            |
| des Universitäts-Bibliothekars                                         | 400             |
| des Vice-Bibliothekars                                                 | 300             |
| des Protosyndicus                                                      | 500             |
| des Syndicus                                                           | 1200            |
| von drei Secretairen, eines jeden zu 1200 Rubeln                       | 3600            |
| von zwei Kanzellisten, eines jeden zu 500 Rubeln                       | 1000            |
| des Mechanicus                                                         | 500             |
| des Gärtners, der dafür zwei Arbeiter und ein Pferd zu unterhalten hat | 800             |
| von zwei Pedellen, eines jeden zu 400 Rubeln                           | 800             |
| von zwei Hausschliessern und Aufwärtern, eines jeden zu 100 Rubeln     | 200             |

#### Hochschullehrer (Auswahl)
| Name                              | Geboren | Gestorben | Tätigkeit allgemein                                                                                  |
| --------------------------------- | ------- | --------- | --- |
| Nikolai Iwanowitsch Andrussow     | 1861    | 1924      | russischer Geologe und Paläontologe                                                                  |
| Hermann von Abich                 | 1806    | 1886      | Geologe und Mineraloge                                                                               |
| Georg von Adelmann                | 1811    | 1888      | Chirurg                                                                                              |
| Ernst von Bergmann                | 1836    | 1907      | Chirurg                                                                                              |
| Erdmann Gustav von Broecker       | 1784    | 1854      | Rechtswissenschaftler                                                                                |
| Alexander Brückner                | 1834    | 1896      | Historiker                                                                                           |
| Rudolf Buchheim                   | 1820    | 1879      | Pharmakologe                                                                                         |
| Karl Bücher                       | 1847    | 1930      | Volkswirt, Soziologe, auch Zeitungswissenschaftler                                                   |
| Alexander von Bunge               | 1803    | 1890      | Botaniker                                                                                            |
| Friedrich Georg von Bunge         | 1802    | 1897      | Rechtswissenschaftler                                                                                |
| Karl Friedrich Burdach            | 1776    | 1847      | Arzt, Anatom und Physiologe                                                                          |
| Friedrich Busch                   | 1798    | 1877      | Kirchenhistoriker                                                                                    |
| Ernst August Carus                | 1797    | 1854      | Chirurg                                                                                              |
| Jan Baudouin de Courtenay         | 1845    | 1929      | polnischer Linguist                                                                                  |
| Christoph Christian von Dabelow   | 1768    | 1830      | Rechtswissenschaftler                                                                                |
| Karl Dehio                        | 1851    | 1927      | Mediziner                                                                                            |
| Georg Dragendorff                 | 1836    | 1898      | Pharmazeut                                                                                           |
| Gustav von Ewers                  | 1779    | 1830      | Rechtswissenschaftler                                                                                |
| Adam Christian Gaspari            | 1752    | 1830      | Geograph                                                                                             |
| Theodosius Harnack                | 1817    | 1889      | Theologe                                                                                             |
| Richard Hausmann                  | 1842    | 1918      | Historiker                                                                                           |
| Peter Helmling                    | 1817    | 1901      | Mathematiker                                                                                         |
| Wilhelm Friedrich Hezel           | 1754    | 1824      | Orientalist und Theologe                                                                             |
| Johannes von Holst                | 1823    | 1906      | deutschbaltischer Gynäkologe                                                                         |
| Moritz Hermann von Jacobi         | 1801    | 1874      | Physiker und Ingenieur                                                                               |
| Gottlob Benjamin Jäsche           | 1762    | 1842      | Philosoph                                                                                            |
| Adolph Friedrich Kleinert         | 1802    | 1834      | evangelischer Theologe                                                                               |
| Karl Friedrich Knorre             | 1801    | 1883      | Astronom und Mathematiker                                                                            |
| Rudolf Kobert                     | 1854    | 1918      | Pharmakologe                                                                                         |
| Christian Heinrich Gottlieb Köchy | 1769    | 1828      | Rechtswissenschaftler                                                                                |
| Emil Kraepelin                    | 1856    | 1926      | Psychiater und Psychologe                                                                            |
| Johann Wilhelm Krause             | 1757    | 1828      | Architekt und Agronom                                                                                |
| Otto Küstner                      | 1849    | 1931      | Mediziner, Gynäkologe                                                                                |
| Étienne Laspeyres                 | 1834    | 1913      | Volkswirt                                                                                            |
| Wilhelm Lexis                     | 1837    | 1914      | Volkswirt und Versicherungswirtschaftler                                                             |
| Carl Friedrich Ledebour           | 1785    | 1851      | Botaniker                                                                                            |
| Franz Loewinson-Lessing           | 1861    | 1939      | Geologe und Petrologe                                                                                |
| Karl Otto von Madai               | 1809    | 1850      | Jurist                                                                                               |
| Wilhelm Maurenbrecher             | 1838    | 1892      | Historiker                                                                                           |
| Carl Friedrich Meyer              | 1757    | 1817      | Jurist                                                                                               |
| Hans Horst Meyer                  | 1853    | 1939      | Pharmakologe                                                                                         |
| Karl Morgenstern                  | 1770    | 1852      | Bibliotheksdirektor                                                                                  |
| Johann Ludwig Müthel              | 1764    | 1821      | Professor des bürgerlichen, estländischen und livländischen Rechts                                   |
| Alexander von Oettingen           | 1827    | 1905      | Theologe, bedeutend als Sozialethiker                                                                |
| Arthur von Oettingen              | 1836    | 1920      | Physiker                                                                                             |
| Georg von Oettingen               | 1824    | 1916      | Mediziner                                                                                            |
| Eduard Osenbrüggen                | 1809    | 1879      | Rechtswissenschaftler                                                                                |
| Karl Eduard Otto                  | 1795    | 1869      | Rechtswissenschaftler                                                                                |
| Friedrich Parrot                  | 1792    | 1841      | Mediziner und Physiker                                                                               |
| Nikolai Iwanowitsch Pirogow       | 1810    | 1881      | Mediziner                                                                                            |
| August Rauber                     | 1841    | 1917      | Anatom                                                                                               |
| Gottlieb Franz Emanuel Sahmen     | 1789    | 1848      | Professor der Mediziner, Medizinhistoriker, zeitweise Leiter des Universitätsklinikums und Kreisarzt |
| Guido Samson von Himmelstjerna    | 1809    | 1868      | Staatsarzneikundler und Rektor                                                                       |
| Carl Schirren                     | 1826    | 1910      | Historiker                                                                                           |
| Hermann Adolf Alexander Schmidt   | 1831    | 1894      | Physiologe                                                                                           |
| Carl Ernst Heinrich Schmidt       | 1822    | 1894      | Chemiker                                                                                             |
| Leopold von Schroeder             | 1851    | 1920      | Indologe                                                                                             |
| Friedrich Georg Wilhelm Struve    | 1793    | 1864      | Astronom                                                                                             |
| Ludwig von Strümpell              | 1812    | 1899      | Philosoph und Pädagoge                                                                               |
| Julius von Szymanowski            | 1829    | 1868      | Chirurg                                                                                              |
| Gustav Tammann                    | 1861    | 1938      | Chemiker                                                                                             |
| August Thieme                     | 1780    | 1860      | Sprachforscher, Dichter                                                                              |
| Alphons Thun                      | 1853    | 1885      | Nationalökonom und Wirtschaftshistoriker                                                             |
| Ewald Sigismund Tobien            | 1811    | 1860      | Rechtswissenschaftler                                                                                |
| Karl Christian Ulmann             | 1793    | 1871      | Theologe                                                                                             |
| Alfred Wilhelm Volkmann           | 1801    | 1877      | Mediziner, bedeutend als Physiologe                                                                  |
| Adolph Wagner                     | 1835    | 1917      | Volkswirt, Statistiker und Kathedersozialist                                                         |
| Eduard Georg von Wahl             | 1833    | 1890      | Mediziner                                                                                            |

### Studierende
Die Anzahl der studentischen Immatrikulationen betrug ca. 29000, diejenige mit der Matrikelnummer 1 erfolgte am 5.(17.) April 1802, diejenige mit der Matrikelnummer 28988, der höchsten, am 16. Mai 1918.

#### Alumni (Auswahl)

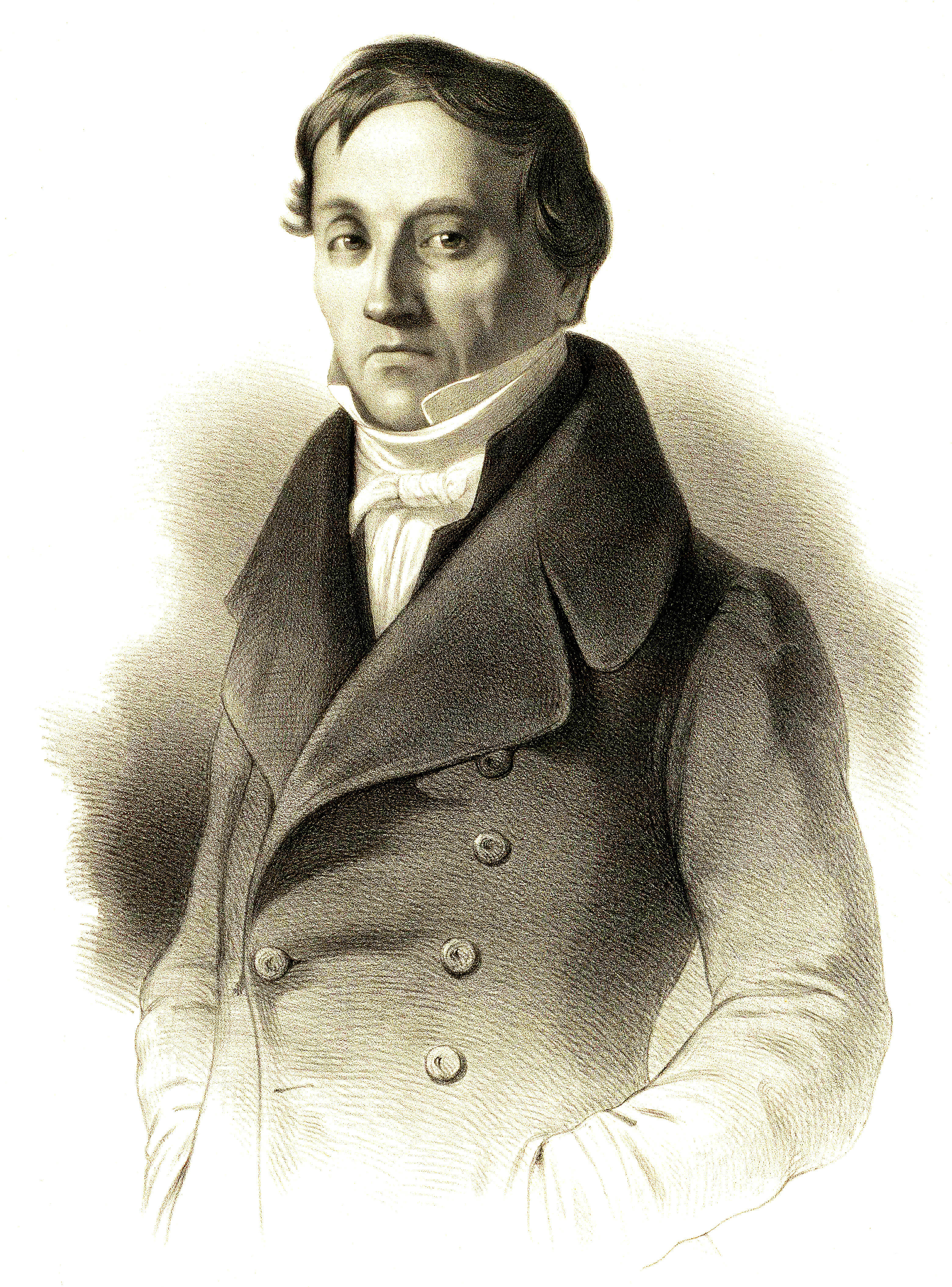
Karl Ernst von Baer (1792–1876), Entdecker der menschlichen Eizelle

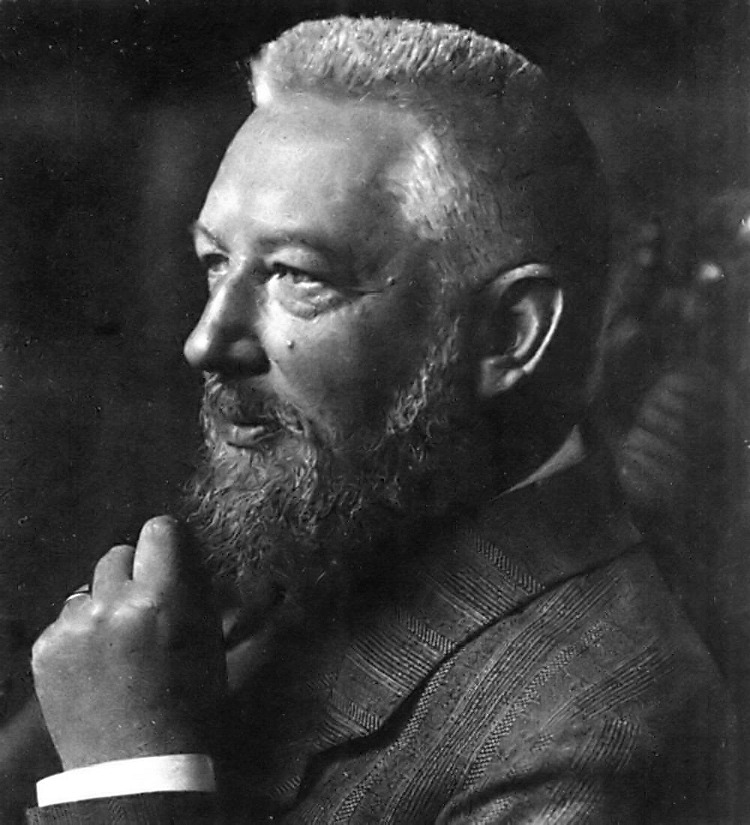
Wilhelm Ostwald (1853–1932), erhielt 1909 den Nobelpreis für Chemie

| Name                                | Geboren | Gestorben      | Tätigkeit                                                                             |
| ----------------------------------- | ------- | -------------- | ------------------------------------------------------------------------------------- |
| Heinrich Leonhard Adolphi           | 1852    | 1918           | evangelischer Theologe                                                                |
| Nikolai Anderson                    | 1845    | 1905           | deutschbaltischer Philologe und Finnougrist                                           |
| Radaslau Astrouski                  | 1887    | 1976           | belarussischer Politiker und Aktivist                                                 |
| Karl Ernst von Baer                 | 1792    | 1876           | Zoologe und Embryologe                                                                |
| Friedrich Georg von Bunge           | 1860    | 1922           | russischer Gouverneur                                                                 |
| Krišjānis Barons                    | 1835    | 1923           | lettischer Volkskundler und Philologe                                                 |
| Johannes Beermann                   | 1878    | 1958           | Bischof von Danzig und Westpreußen                                                    |
| August Johann Gottfried Bielenstein | 1826    | 1907           | evangelischer Theologe und lettischer Sprachforscher                                  |
| Paul von Bistram                    | 1861    | 1931           | kurländischer Kreismarschall                                                          |
| Wilhelm Nikolai Böhtlingk           | 1809    | 1841           | deutschbaltischer Quartärgeologe und Geomorphologe                                    |
| Theodor von Boetticher              | 1819    | 1901           | Publizist, Jurist, livländischer Staatsrat                                            |
| Piers Bohl                          | 1865    | 1921           | Mathematiker                                                                          |
| Eduard Alexander von der Brüggen    | 1822    | 1896           | kurländischer Landmarschall                                                           |
| Alexander von Bulmerincq            | 1868    | 1938           | deutschbaltischer evangelischer Theologe und Orientalist                              |
| Gustav von Bunge                    | 1844    | 1920           | Naturwissenschaftler und Mediziner                                                    |
| Edmund Bursche                      | 1881    | 1940           | polnischer evangelischer Theologe                                                     |
| Juliusz Bursche                     | 1862    | 1942           | polnischer evangelischer Bischof                                                      |
| Wladimir Iwanowitsch Dal            | 1801    | 1872           | russischer Arzt und Philologe                                                         |
| Fjodor Iljitsch Dan                 | 1871    | 1947           | russischer Arzt und Revolutionär                                                      |
| Aleksandrs Dauge                    | 1868    | 1937           | Pädagoge, Literaturwissenschaftler, Journalist und lettischer Bildungsminister        |
| Georg Dehio                         | 1850    | 1932           | Kunsthistoriker                                                                       |
| Erhard Doebler                      | 1882    | 1919           | evangelischer Theologe                                                                |
| Ernst Dragendorff                   | 1869    | 1938           | Historiker und Archivar                                                               |
| Hans Dragendorff                    | 1870    | 1941           | Archäologe                                                                            |
| Jānis Endzelīns                     | 1873    | 1961           | lettischer Sprachwissenschaftler                                                      |
| Walter von Engelhardt               | 1864    | 1940           | Gartenarchitekt                                                                       |
| Friedrich Robert Faehlmann          | 1798    | 1850           | Arzt und Erforscher der estnischen Sprache                                            |
| Alexander Faltin                    | 1819    | 1899           | Jurist, Politiker und Journalist                                                      |
| Rudolf Faltin                       | 1830    | 1918           | evangelischer Missionar                                                               |
| Axel von Freytagh-Loringhoven       | 1878    | 1942           | Jurist und deutscher Politiker                                                        |
| Ernst Fromhold-Treu                 | 1861    | 1919           | evangelischer Theologe                                                                |
| Paul Fromhold-Treu                  | 1854    | 1919           | evangelischer Theologe                                                                |
| Wilhelm Gilbert                     | 1868    | 1919           | evangelischer Theologe                                                                |
| Herbert Girgensohn                  | 1887    | 1963           | evangelischer Theologe                                                                |
| Karl Girgensohn                     | 1875    | 1925           | evangelischer Theologe                                                                |
| Carl Friedrich Glasenapp            | 1847    | 1915           | Wagnerforscher                                                                        |
| Constantin Gorski                   | 1823    | 1864           | Zoologe                                                                               |
| Aleksandrs Grīns                    | 1895    | 1941           | lettischer Schriftsteller                                                             |
| Wilhelm Grüner                      | 1891    | 1919           | evangelischer Theologe                                                                |
| Johann von Grünewaldt               | 1796    | 1862           | Zivilgouverneur des Gouvernements Estland                                             |
| Johann Georg von Grünewaldt         | 1830    | 1910           | Mediziner und Staatsrat                                                               |
| Reinhold Guleke                     | 1834    | 1927           | Architekt                                                                             |
| Otto Arthur von Grünewaldt          | 1847    | 1922           | russischer General der Kavallerie                                                     |
| Otto Moritz von Grünewaldt          | 1860    | 1936           | Schriftsteller und Landwirt                                                           |
| Otto Robert von Grünewaldt          | 1870    | 1933           | Graphiker und Zeichner                                                                |
| Alexander von Harder                | 1832    | 1879           | deutscher Naturforscher                                                               |
| Adolf von Harnack                   | 1851    | 1930           | evangelischer Theologe                                                                |
| Axel Harnack                        | 1851    | 1888           | Mathematiker                                                                          |
| Erich Harnack                       | 1852    | 1915           | Pharmakologe                                                                          |
| Otto Harnack                        | 1857    | 1914           | Literaturwissenschaftler                                                              |
| Theodosius Harnack                  | 1817    | 1889           | evangelischer Theologe                                                                |
| Nicolai Hartmann                    | 1882    | 1950           | Philosoph                                                                             |
| Arnold Hasselblatt                  | 1852    | 1927           | Historiker und Journalist                                                             |
| Robert Heimbürger                   | 1809    | 1860           | Jurist, Bankmanager und Stifter                                                       |
| Carl Hiekisch                       | 1840    | 1901           | Geograph und Ethnologe                                                                |
| Jakob Hurt                          | 1839    | 1907           | Pfarrer und Sprachwissenschaftler                                                     |
| Adam Jende                          | 1861    | 1918           | evangelischer Theologe                                                                |
| Hermann Graf Keyserling             | 1880    | 1946           | Philosoph                                                                             |
| Edgar Klaus                         | 1879    | 1945 oder 1946 | Kaufmann und Agent                                                                    |
| Johannes Klinge                     | 1851    | 1902           | Botaniker                                                                             |
| Gustav Heinrich Kirchenpauer        | 1808    | 1887           | Jurist, Erster Bürgermeister von Hamburg                                              |
| Friedrich Reinhold Kreutzwald       | 1803    | 1882           | Arzt und Schriftsteller                                                               |
| Karl Wilhelm von Kupffer            | 1829    | 1902           | Anatom, Mitbegründer der Embryologie                                                  |
| Alberts Kviesis                     | 1881    | 1944           | lettischer Staatsmann                                                                 |
| Emil Lenz                           | 1804    | 1865           | Physiker                                                                              |
| Oskar Lieven                        | 1852    | 1912           | Chemiker und Unternehmer                                                              |
| Friedrich von Meyendorff            | 1839    | 1911           | livländischer Landmarschall                                                           |
| Bernhard Heinrich Michelson         | 1812    | 1887           | russischer Agronom                                                                    |
| Leo Michelson                       | 1887    | 1978           | Maler                                                                                 |
| Kārlis Mīlenbahs                    | 1853    | 1916           | lettischer Sprachwissenschaftler                                                      |
| Paul Mintz                          | 1868    | 1941           | lettischer Jurist und Politiker                                                       |
| Karl Moltrecht                      | 1860    | 1919           | evangelischer Theologe                                                                |
| Karl Eduard von Napiersky           | 1793    | 1864           | Literaturhistoriker                                                                   |
| Wilhelm Ostwald                     | 1853    | 1932           | Chemiker und Philosoph, (Nobelpreis für Chemie 1909)                                  |
| Fred Ottow                          | 1886    | 1969           | Schriftsteller und Übersetzer                                                         |
| Walther Paucker                     | 1878    | 1919           | evangelischer Theologe                                                                |
| Hermann Pflaum                      | 1862    | 1912           | Physiker, Naturforscher, Pädagoge und Hochschullehrer                                 |
| Władysław Raczkiewicz               | 1885    | 1947           | polnischer Jurist und Politiker, 1939 bis 1947 Präsident der Polnischen Exilregierung |
| Paul von Rautenfeld                 | 1865    | 1957           | deutscher Zollbeamter, Ethnologe und Zoologe                                          |
| Georg von Rehekampff                | 1869    | 1941           | Jurist und Politiker                                                                  |
| Otto Moritz von Richter             | 1824    | 1892           | livländischer Landrat und russischer Staatsrat                                        |
| Theodor von Richter                 | 1852    | 1925           | Baron, Landespolitiker                                                                |
| Grigol Robakidse                    | 1882    | 1962           | georgischer Schriftsteller                                                            |
| Steponas Rusteika                   | 1887    | 1941           | litauischer Jurist und Politiker                                                      |
| Eugen Scheuermann                   | 1856    | 1919           | evangelischer Theologe                                                                |
| Theodor Schiemann                   | 1847    | 1921           | Historiker, Begründer der Osteuropaforschung in Deutschland                           |
| Oswald Schmiedeberg                 | 1838    | 1921           | Pharmakologe                                                                          |
| Otto Seeck                          | 1850    | 1921           | Althistoriker                                                                         |
| Wilhelm von Seeler                  | 1861    | 1925           | Jurist                                                                                |
| Emanuel Severin                     | 1842    | 1907           | Kinderchirurg                                                                         |
| Hans Seyboth                        | 1864    | 1938           | Schachkomponist                                                                       |
| Edmund Spohr                        | 1887    | 1964           | Botaniker                                                                             |
| Wilhelm Stieda                      | 1852    | 1933           | Nationalökonom, Wirtschaftshistoriker und Sozialreformer                              |
| Otto Strandman                      | 1875    | 1941           | Staatsmann                                                                            |
| Friedrich Georg Wilhelm Struve      | 1793    | 1864           | Astronom                                                                              |
| Hermann von Struve                  | 1854    | 1920           | Mathematiker und Astronom                                                             |
| Ludwig von Struve                   | 1858    | 1920           | Mathematiker und Astronom                                                             |
| Otto Wilhelm von Struve             | 1819    | 1905           | Astronom                                                                              |
| A. H. Tammsaare                     | 1878    | 1940           | Schriftsteller                                                                        |
| August Tiling                       | 1797    | 1861           | kurländischer Jurist                                                                  |
| Johannes Toepffer                   | 1860    | 1895           | Historiker                                                                            |
| Eduard von Toll                     | 1858    | 1902           | Polarforscher                                                                         |
| Jakob Johann von Uexküll            | 1864    | 1944           | Biologe                                                                               |
| Otto Moritz von Vegesack            | 1807    | 1874           | Diplomat                                                                              |
| Siegfried von Vegesack              | 1888    | 1974           | Schriftsteller                                                                        |
| Kazimieras Venclauskis              | 1880    | 1940           | litauischer Jurist und Politiker                                                      |
| Paul Wachtsmuth                     | 1879    | 1919           | evangelischer Theologe                                                                |
| Johann Friedrich Weisse             | 1792    | 1869           | baltischer Kinderarzt                                                                 |
| Burchard Heinrich von Wichmann      | 1786    | 1922           | Schriftsteller                                                                        |
| Viktor Wittrock                     | 1869    | 1944           | evangelischer Theologe                                                                |
| Sidney von Wöhrmann                 | 1862    | 1939           | Malakologe und Paläontologe                                                           |
| Ludwig Zimmermann                   | 1852    | 1906           | evangelischer Theologe und Propst                                                     |
| Richard Otto Zoepffel               | 1843    | 1891           | deutscher Kirchenhistoriker                                                           |

### Ehrendoktoren
1. August Johann Gottfried Bielenstein
2. Gustav Johann von Buddenbrock
3. Heinrich Leberecht Fleischer
4. Otto Girgensohn
5. Albert Hauck
6. Victor Hehn
7. Gregor von Helmersen
8. Alexander von Humboldt
9. August Wilhelm Hupel
10. Alexander von Keyserling
11. Friedrich Maximilian Klinger
12. Johann Wilhelm Krause
13. Adam Johann von Krusenstern
14. Carl Baron Manteuffel-Szoege
15. Gottfried Menken
16. Carl Friedrich Meyer
17. Georg Friedrich Parrot
18. Ernst Wilhelm Woldemar Schultz
19. Reinhold Seeberg
20. Karl Gottlob Sonntag
21. Karl Christian Ulmann
22. Johann Friedrich August Volborth
23. Friedrich Wiegand
24. Friedrich Wöhler

## Externe Organisationen

### Stiftungen
1. 1858 gründete Arend Berkholz die Berkholz-Meintzensche Stipendiatsstiftung  zur Unterstützung unbemittelter Studenten der Kaiserlichen Universität Dorpat und des Rigaer Polytechnikums.
2. Robert Heimbürger Stiftung[7]

### Veröffentlicht bis 1918
- Gottlob Benjamin Jäsche: Geschichte und Beschreibung der Feyerlichkeiten bey Gelegenheit der am 21sten und 22sten April 1802 geschehenen Eröfnung der neu angelegten Kayserlichen Universität zu Dorpat in Lievland[8]
- Der fünfzehnte September 1805 in Dorpat[9]
- Die kaiserliche Universität zu Dorpat – Denkschrift zu ihrer fünfundzwanzigsten Feier des zwölften Decembers, 1827[10]
- Friedrich Busch: Der Fürst Karl Lieven und die Kaiserliche Universität Dorpat unter seiner Oberleitung. Aus der Erinnerung und nach seinen Briefen und amtlichen Erlassen geschildert. E. J. Karow, Dorpat/Leipzig 1846, OCLC 11684173 (Digitalisat).
- Theodor Beise: Die Kaiserliche Universität Dorpat während der ersten funfzig Jahre ihres Bestehens und Wirkens, 1852[11]
- Album academicum der Kaiserlichen Universität Dorpat. Zur Jubel-Feier ihres fünfzigjährigen Bestehens am 12. December 1852. Heinrich Laakmann, Dorpat 1852, OCLC 257744715 (Digitalisat).
- Rückblick auf die Wirksamkeit der Universität Dorpat – Zur Erinnerung an die Jahre von 1802–1865. Nach den vom Curator des Dörptschen Lehrbezirks eingezogenen Berichten und Mittheilungen. C. Mattiesen, Dorpat 1866, OCLC 257745620 (Digitalisat).
- Der botanische Garten der Kaiserlichen Universität Dorpat, 1873
- Rudolf Kobert: Historische Studien aus dem Pharmakologischen Institute der Kaiserlichen Universität Dorpat. 1889[12]
- Arnold Hasselblatt und Gustav Otto: Album academicum der Kaiserlichen Universität Dorpat. C. Mattiesen, Dorpat 1889, OCLC 43754383 (Digitalisat) (Kurzporträts der Immatrikulierten von 1802 bis 1889).
- Die Universität Dorpat (1802–1918). Skizzen zu ihrer Geschichte. Von Lehrern und ehemaligen Schülern zusammengestellt unter der Redaktion von Hugo Semel. Heinrich Laakmann, Dorpat 1918;[13]; Fotomechanischer Nachdruck: Harro von Hirschheydt, Hannover-Döhren 1971.

### Veröffentlicht nach 1918
- Roderich von Engelhardt: Die Deutsche Universität Dorpat in ihrer geistesgeschichtlichen Bedeutung. Ernst Reinhardt, München 1933 (Digitalisat); v. Hirschheydt, Hannover-Döhren 1969, DNB 456540652 (Fotomechan. Nachdr. [der Ausg.] Reval, Kluge, 1933).
- Album Academicum Universitatis Tartuensis. Tartu Ülikooli Üliopilaskonna Teatmik.Tartu 1889-1918. 3 Bände. Tartu 1986–1988.
- Erik Amburger: Die Bedeutung der Universität Dorpat für Osteuropa. Untersucht an der Zusammensetzung des Lehrkörpers und der Studentenschaft in den Jahren 1802–1889. In: Gert von Pistohlkors, Toivo U. Raun, Paul Kaegbein (Hrsg.): Die Universitäten Dorpat/Tartu, Riga und Wilna/Vilnius 1579–1979. Böhlau, Köln 1987, S. 163–181.
- Die Zeichenschule der Universität Dorpat
  - Unter der Leitung von Karl August Senff von 1803–1838, - 1993 - ISBN 978-3-88042-670-2
  - Teil II. Unter der Leitung von August Matthias Hagen und Woldemar Fr. Krüger - 1995 - ISBN 978-3-88042-741-9
- Arved von Taube, Erik Thomson, Michael Garleff: Die Deutschbalten – Schicksal und Erbe einer eigenständigen Gemeinschaft. In: Wilfried Schlau (Hrsg.): Die Deutschbalten. Langen Müller, München 1995, ISBN 3-7844-2524-0, S. 51–114, zur Universität Dorpat S. 64–69.
- Lea Leppik: Leiutisi ja avastusi Keiserlikus Tartu Ülikoolis = Inventions and Discoveries at the Imperial Tartu University.
  - Band 1: Chemistry, Physics. Tartu Ülikooli Ajaloo Muuseum/Museum of Tartu University History, Tartu 2002, OCLC 71002308 (estnisch, englisch).
  - Band 2: Medicine. Museum of Tartu University History, Tartu 2002 (estnisch, englisch).
- Erich Donnert: Die Universität Dorpat-Jur'ev 1802–1918. Ein Beitrag zur Geschichte des Hochschulwesens in den Ostseeprovinzen des Russischen Reiches. Peter Lang, Frankfurt am Main u. a. 2007, ISBN 978-3-631-56477-6.
- Konstantin von Freytag-Loringhoven: Adolf von Harnack (1851–1930) und Wilhelm Ostwald (1853–1932). Leben und Lernen in Dorpat als lebenslange Referenz zweier deutschbaltischer Wissenschaftler. In: Einst und Jetzt. Bd. 59 (2014), ISSN 0420-8870, S. 41–90.
- Joerg Hartwein: Als Arzt im Zarenreich. Die Deutschen Professoren der Medizinischen Fakultät in Dorpat 1802-1894. Verlag Dr. Kovač, 2023, ISBN 978-3-339-13402-8.[14]